# Мусино (Московская область)
Мусино — деревня в Волоколамском районе Московской области России. Относится к Ярополецкому сельскому поселению, до реформы 2006 года относилась к Ярополецкому сельскому округу.

## Население
| 1852 | 1859 | 1926 | 2002 | 2006 | 2010 | 2013 |
| ---- | ---- | ---- | ---- | ---- | ---- | ---- |
| 299  | ↗303 | ↗373 | ↘86  | ↘36  | ↗102 | ↗114 |
| 2014 | 2015 | 2016 |      |      |      |      |
| ↗119 | ↘113 | ↗116 |      |      |      |      |

## Расположение
Деревня Мусино расположена примерно в 16 км к северо-западу от центра города Волоколамска, на правом берегу реки Ламы (бассейн Иваньковского водохранилища). Ближайшие населённые пункты — деревни Парфеньково, Шилово и Телегино. Автобусное сообщение с райцентром.

## Исторические сведения
В «Списке населённых мест» 1862 года Мусино — владельческая деревня 2-го стана Волоколамского уезда Московской губернии по правую сторону Старицко-Зубцовского тракта от города Волоколамска до села Ярополча, в 18 верстах от уездного города, при реке Ламе, с 36 дворами и 303 жителями (133 мужчины, 170 женщин).
По данным на 1890 год входила в состав Яропольской волости Волоколамского уезда, здесь располагалось земское училище, число душ мужского пола составляло 131 человек.
В 1913 году — 70 дворов и земское училище.
По материалам Всесоюзной переписи населения 1926 года — центр Мусинского сельсовета, проживало 373 жителя (173 мужчины, 200 женщин), насчитывалось 76 хозяйств, имелась школа.
С 1929 года — населённый пункт в составе Волоколамского района Московской области.